# 인척
인척(姻戚)은 어떤 사람과 그 사람의 '혈족의 배우자', '배우자의 혈족', '배우자의 혈족의 배우자' 사이의 신분관계를 일컫는다.
혈족인 형제자매·삼촌·고모·이모 등의 배우자인 형수·제수·매형·숙모·고모부·이모부 등, 배우자의 혈족인 장인·장모·처남·처제·시모·시부 등, 배우자의 혈족인 처남이나 처제 등의 배우자를 말한다. 2014년 현재, 대한민국 민법은 배우자·혈족·인척을 친족으로 규정하고 있으나, 인척이 모두 친족인 것은 아니고 8촌 이내의 혈족, 4촌 이내의 인척, 배우자만을 친족으로 한정한다.

## 판례

### 의붓관계
- 의붓아버지와 의붓딸의 관계가 성폭력범죄의 처벌 등에 관한 특례법 제5조 제4항에서 규정한 ‘4촌 이내의 인척’으로서 친족관계에 해당한다[1]

## 같이 보기
- 혈연
- 친족

1. ↑  대법원 2020. 11. 5. 선고 2020도10806 판결